# Dysderina desultrix
Dysderina desultrix är en spindelart som först beskrevs av Eugen von Keyserling 1881.  Dysderina desultrix ingår i släktet Dysderina och familjen dansspindlar.
Artens utbredningsområde är Peru. Inga underarter finns listade i Catalogue of Life.